# Rokitki (wzgórze)
Rokitki – wzgórze w południowo-zachodniej Polsce, we Wzgórzach Strzelińskich, na Przedgórzu Sudeckim. Na wzgórzu znajduje się kamieniołom skał wapniowo-krzemianowych.